# S-LAB
S-LAB（エスラボ）は京都府福知山市上天津にある、サッカーグラウンドを核とし、多世代による活動をおこない地域と人をつなぐことを目的とした、複合型スポーツ施設である。施設は廃校を再活用しており、地域資源を活用することで地方創生に貢献している。

## 概要
2022年7月30日より、京都府福知山市字天田に本社を構える株式会社細合実業により運営されている複合型スポーツ施設である。施設は児童減少による統合をおこない2020年3月末に閉校した3階建て校舎の福知山市立天津小学校を再利用したものである。
閉校後、2021年11月に福知山市が公募型プロポーザルで企業を募集し、翌年1月におこなわれた候補者選定会議によって株式会社細合実業が優先交渉権者となったため、天津小学校の活用事業者として選ばれた。
代表取締役 細合純一が大のサッカーファンであり、地域の子ども達に強豪チームと同じ人工芝のサッカーコートで恵まれた環境の中、多くの経験を積んでほしいという思いと、人工芝グラウンドの設置を望む子ども達の意見を実現したいという熱意から、サッカーグラウンドの経営に至っている。
S-LABのSはサッカー、スポーツ、シェアを意味し、子ども達に充実した練習・経験の場を与えたいという思いだけでなく、地域の魅力を再発見できる施設として再生し、地方創生に取り組みたいとしている。
持続可能な未来のためSDGsの目標を掲げており、「③すべての人に健康と福祉を」「⑧働きがいも経済成長も」「⑫つくる責任 つかう責任」以上、3つの項目に取り組んでいる。
なお、福知山市は、少子化の進行によって市の児童数が減少しており、小学校の再編がおこなわれている。2012年には27校あった小学校は2021年には14校にまで減少し、多くの小学校が廃校となっている。
市は廃校を地域資源として活用するため、受入が可能な廃校を巡り、企業と市とのマッチングを図る廃校マッチングバスツアーの開催や、コロナウイルス流行の際は現地見学に代わる手段として、YouTubeに閉校の施設紹介動画を投稿するなど積極的な廃校活用の支援をおこなっている。
天津小学校を再利用したS-LABだけでなく、旧中六人部小学校はTHE 610 BASE（ムトベース）という、いちご栽培を主とした体験型農業施設に活用され、旧公誠小学校のグラウンドをキャンプ場として活用したSOMABITO NORTH HILLS CAMPING FIELDなど、福知山市の廃校は多様な施設として新たに活用され地域に活気をもたらしている。

## 構成施設
グラウンド
グラウンドの広さは1万1千平方メートルであり、英国のプロサッカークラブ「イングランドチェルシー」が使用している高品質の人工芝を導入し、ナイター設備のフルサッカーコートとして整備している。人工芝の下にはクッション材として、天然素材のクルミを使用することで地面の温度上昇を抑えることが可能となり、プレイヤーや環境にも配慮している。
人工芝・フルコート・ナイター設備が整っているサッカーコートは、京都府北部地域においてはS-LABが初の施設である。
グラウンドにはフルコート1面、小学生コート2面、フットサルコート4面のラインが引いてあり、サッカーだけでなく日中にはグラウンドゴルフや人工芝を活用したさまざまな活動に利用できる。
体育館
バスケットコート大人1面分、子どもは2面分の800平方メートルの広さのある屋内運動施設である。コンサートや講演会など、スポーツ以外での施設利用も可能である。
教室
施設内に10部屋の教室が設けられており、イベントや会議室としての用途など、多目的に利用できる。通常は、選手控室または練習風景観覧スペースとして提供される。
トレーニングLAB
全身のトレーニングが可能な器材をそろえる、88平方メートルの広さのトレーニング施設である。トレーナーと共に、基礎的・本格的なトレーニングを行うことができる。
フィットネスLAB
トレーナーのサポートを受けながら、健康づくりを行うことができる50平方メートルのフィットネス施設である。トレーナー自身の教室としても利用することができるため、フィットネスイベントの開催も可能である。
緊急避難所
災害時は福知山市の指定避難場所となり、防災グッズの備えはもちろんのことシャワー室・更衣室も完備されているため、衛生的な避難が可能である。

## 施設利用料
S-LAB施設の利用にはそれぞれ異なる価格帯（1時間あたりの価格）が設けられている。教室・トレーニングLAB・フィットネスLABは平日・土日祝ともに同じ価格で利用可能であるが、グラウンド・体育館は平日・土日祝の利用時間帯によっては利用価格が異なる。
また、グラウンド・体育館の利用時、小学生・中学生・高校生チームに関してはS-LABにチーム登録する必要がある。施設利用価格も登録チームは一般価格とは異なった価格となる。
登録チーム限定の価格は、グラウンド・体育館だけでなく、教室・トレーニングLAB利用においても適用される。

## イベント
サッカーやグラウンドゴルフなど、施設内におけるスポーツ活動を通じて地域の交流を促進するイベントが開催されている。

### サッカー
S-LAB OPENING EVENT（第1回）
2022年7月30日に開催。元日本代表の加地亮を招き、サッカースクール・交流戦を行った。
S-LAB OPENING EVENT（第2回）
2022年8月3日に開催。サッカーYouTuberのぱんだ兄妹を招き、シュート対決・交流戦を行った。
S-LAB OPENING EVENT FINAL
2022年8月30日に日中と夜間の2部構成で開催。フィットネススタジオ、フットサルクリニック、バスケットクリニックが行われたほか、旧校舎を利用したワークショップ・飲食ブースが設けられた。
Beis Camp Japan 2022
2022年12月2日 - 4日の3日間開催。スペインのサッカークラブである「Real Betis Balompie（）」とWAKATAKE Groupによる日本の選手達の育成を目的としたプログラム。日本初開催の会場としてS-LABが選定された。
P.K合戦
2023年1月2日に第1回目が開催されたP.K合戦は定期的に開催されている。

### グラウンドゴルフ
DOKKOISEグラウンドゴルフ大会
小学生以上を対象としたグラウンドゴルフ大会。

## 交通アクセス
所在地
京都府福知山市上天津1790-1（旧福知山市天津小学校）
車でのアクセス
- JR山陰本線 福知山駅から車で約15分。
- 最寄駅 京都丹後鉄道宮福線牧野駅から車で約2分・徒歩約10分。